# Annami üreginyúl
A annami üreginyúl (Nesolagus timminsi) az emlősök (Mammalia) osztályának a nyúlalakúak (Lagomorpha) rendjébe, ezen belül a nyúlfélék (Leporidae) családjába tartozó faj.

## Elterjedése
Vietnám és Laosz határán, a Vietnámi-hegység dzsungeleiben él.

## Megjelenése
Hasonlít rokonára, a szumátrai üreginyúlra (Nesolagus netscheri).